# Дагаев, Валид Шитаевич

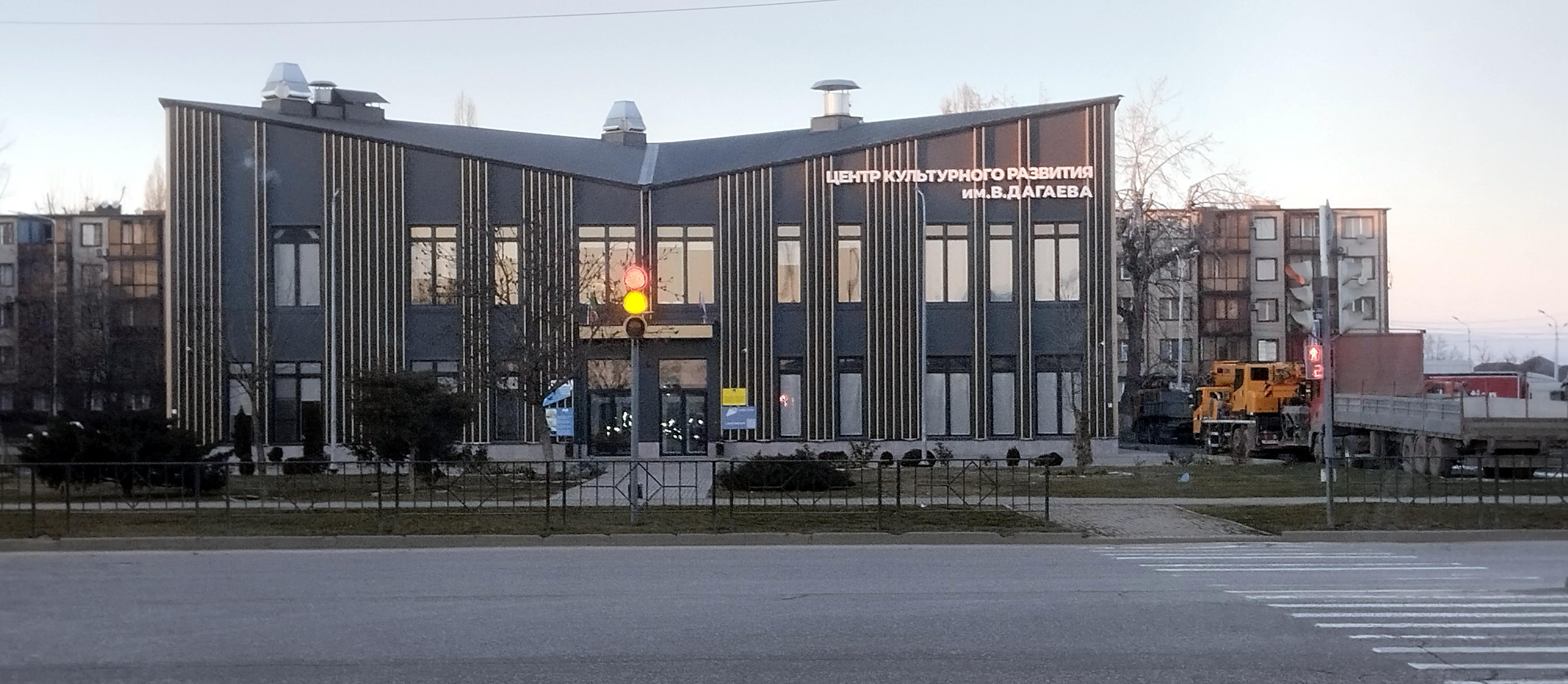
Центр культурного развития имени Валида Дагаева в Грозном

Ва́лид Шита́евич Дага́ев (30 июня 1940, Грозный — 22 сентября 2016, Грозный) — советский, российский чеченский певец, музыкант, композитор, исполнитель фольклорных песен, Народный артист Чечено-Ингушской АССР (1970), Заслуженный артист РСФСР (1972), Народный артист РСФСР (1988), кавалер ордена Кадырова (2009).

## Биография
Родился в посёлке Новые Алды, предки В. Дагаева вышли из древнего аула Буоси который располагался в Чебарлое. 23 февраля 1944 года началась депортация чеченцев и ингушей. Перенесённые при выселении тяготы привели к тому, что он начал терять зрение.
С детства любил петь. Мечтал иметь музыкальный инструмент, но семья не могла себе позволить его покупку. Он отбил себе пальцы, имитируя игру на обычной палке. Тётя вскоре подарила ему балалайку. Валид целыми днями овладевал игрой на инструменте. Вскоре он стал признанным в округе музыкантом.
В 1957 году начал работать солистом в Государственном ансамбле песни и танца Чечено-Ингушской АССР. Благодаря прекрасным вокальным данным и мастерскому владению дечиг пондаром быстро завоевал популярность. Многие его песни были созданы в сотрудничестве с известными чеченскими поэтами Магомедом Мамакаевым, Магомедом Сулаевым, Шайхи Арсанукаевым, Ахмадом Сулеймановым, Магомедом Гадаевым, Шаидом Рашидовым, Магомедом Дикаевым и другими.
С 1968 года работал в Чечено-Ингушской филармонии. В 1970 году ему было присвоено звание народного артиста Чечено-Ингушской АССР. В 1972 году стал лауреатом всероссийского конкурса в Ростове-на-Дону. В 1973 году получил звание заслуженного артиста РСФСР, а в 1988 году — народного артиста РСФСР.
В репертуаре Валида Дагаева были песни на грузинском, киргизском, казахском, кумыкском, русском языках, на языках других народов России и СНГ. Валид Дагаев вспоминал:
Как-то на гастролях в Тбилиси я исполнил песню на грузинском. Мне бурно аплодировали. Когда концерт закончился, ко мне подходят два грузина и спрашивают: ты грузин? Я отвечаю, что нет. Тогда второй воскликнул: ну вот, я проиграл свою машину!
Война прервала его творческую деятельность. Впоследствии он трижды был вынужден восстанавливать своё жильё. Новые тяготы ухудшили и без того слабое зрение — он почти полностью ослеп. Тем не менее, он до последних дней своей жизни активно занимался концертной и общественной работой, помогал молодым артистам, участвовал в благотворительных концертах.
Скончался в посёлке Новые Алды, где и похоронен на местном кладбище.

## Награды и звания
- Народный артист Чечено-Ингушской АССР (1970)
- Заслуженный артист РСФСР (29 ноября 1972)
- Народный артист РСФСР (31 марта 1988)
- Почётный знак «За трудовое отличие» (18 февраля 2008)[5].
- Орден Кадырова (21 ноября 2009)